# Huntington Library

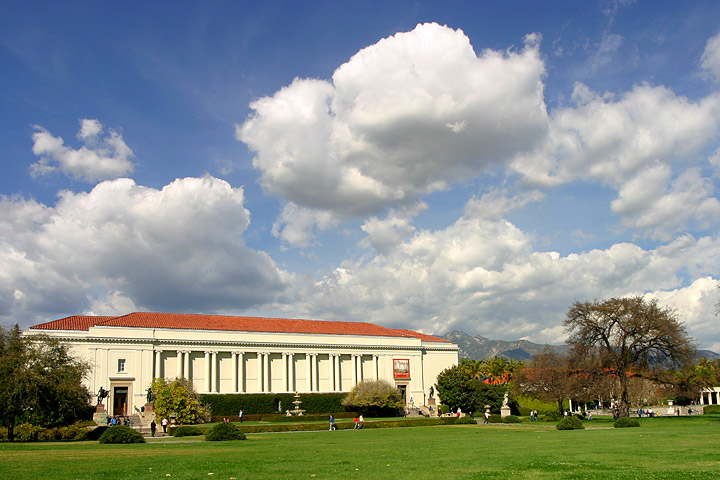
Huvudbyggnaden.

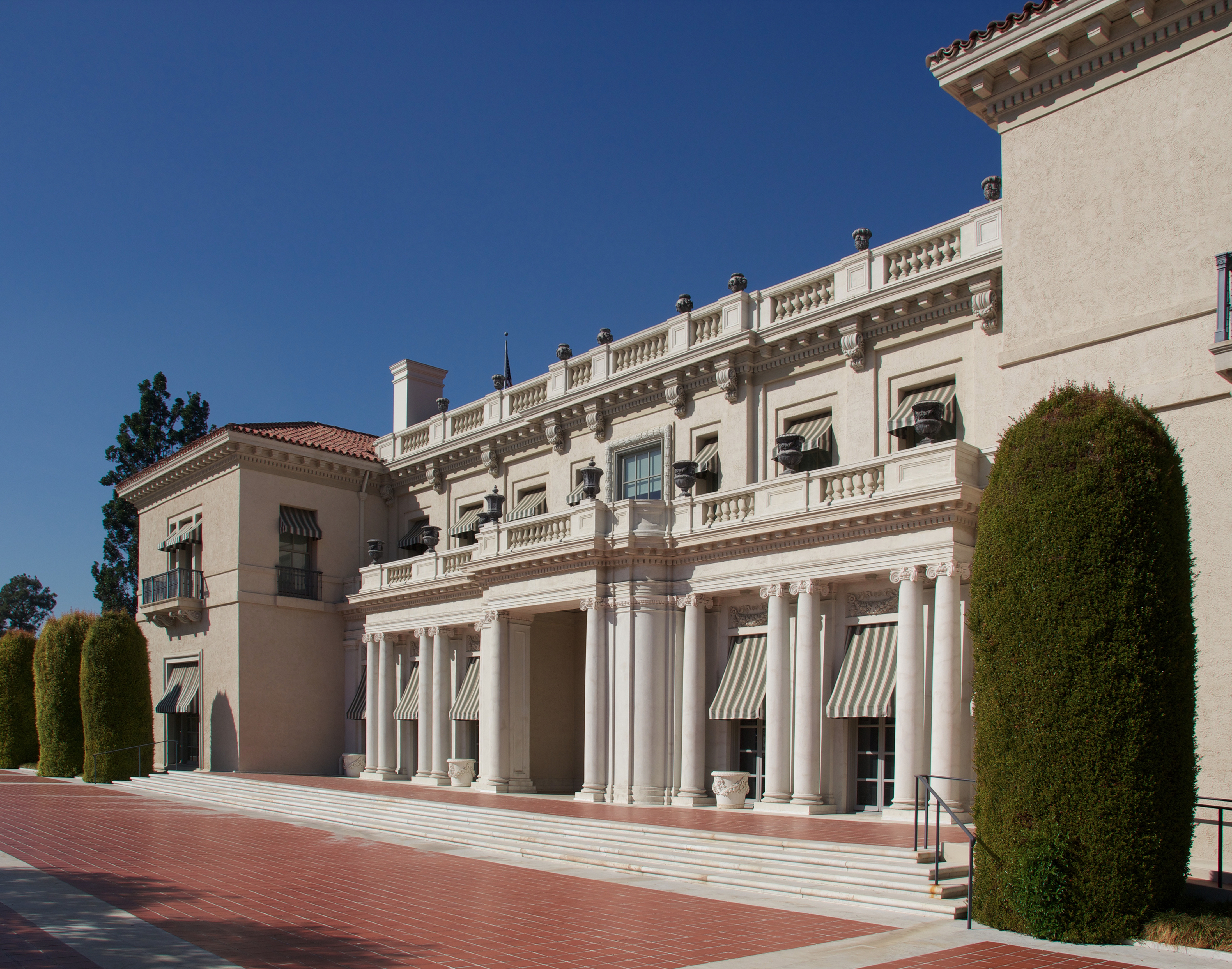
Huntingtons residens.

Huntington Library (formellt: The Huntington Library, Art Museum and Botanical Gardens) är ett bibliotek, konstsamling och forskningsinstitution i San Marino, Los Angeles County i Kalifornien, USA.
Anläggningen är även ett besöksmål då det förutom själv institutionen även finns en stor botanisk trädgård på en areal av 49 hektar med japansk trädgård, kinesisk trädgård samt ökenträdgård.

## Bakgrund
Huntington Library grundades 1919 av Henry E. Huntington och hustrun Arabella och är beläget på deras ägor. Huntington var en av de 4 stora järnvägsmagnaterna (Big Four) och var bland annat grundare till Pacific Electric Railway.
I samlingarna finns: 8,9 million manuskript, 435 000 sällsynta böcker, mer än 450 000 referensverk, 914 000 trycksaker och efemärt material, 800 000 fotografier, 512 000 digitala filer.
Anläggningen har ofta använts för film- och TV-inspelningar.